# 공무담임권
공무담임권(公務擔任權)은 대한민국 헌법상 권리로 국민이 국가나 지방 자치 단체 기관의 구성원으로서 공적인 업무를 담당할 수 있는 권리이다.  공무담임권은 피선거권과 공직취임권을 포괄하는 개념인 바, 공무담임권의 보호영역에는 공직취임의 기회의 자의적인 배제뿐 아니라, 공무원 신분의 부당한 박탈까지 포함된다.

## 헌법조문
모든 국민은 그 기본권으로서 법률이 정한 바에 의하여 공무담임권을 가진다.

## 판례
- (지방자치단체장이 지역구 국회의원 선거에 입후보하려면 선거일 전 180일에 사퇴해야 하지만 국회의원이 자치단체장이 되려면 등록신청 전까지만 사퇴하면 되는 경우) 지방자치단체의 장이 공직을 이용해 사전선거운동을 행할 가능성이 있고 그로 인해 선거의 공정성이 위협받을 수 있음은 부정할 수 없지만, 이러한 염려는 다른 공무원의 경우에도 동일하게 발생하는 것이다. 따라서 지방자치단체장과 그 밖의 다른 공무원 사이에 피선거권의 제한에 있어 본질적인 차이가 존재한다고 보기는 어렵다. 이 사건 조항은 청구인들에 대한 차별을 정당화시킬만한 합리적인 이유가 결여되어 평등의 원칙에 위배될 뿐 아니라, 청구인들의 기본권인 공무담임권을 제한함에 있어 준수하여야 할 비례의 원칙을 지키지 못하여 헌법에 위반된다.[3]

- 공무원직은 그 자체가 다른 사적인 직업들과는 달라서 그 수가 한정되어 있을 뿐만 아니라 일정한 자격요건을 갖추어야 하기 때문에 처음부터 주관적 및 객관적 사유에 의한 제한이 전제되어 있다. 따라서 공무원직의 선택 내지는 제한에 있어서는 공무담임권에 관한 헌법규정이 직업의 자유에 대한 특별규정으로서 우선적으로 적용되어야 하며 직업의 자유의 적용은 배제된다[4]

- 지역구국회의원선거 예비후보자의 선거비용을 보전대상에서 제외하는 것은 선거 전에 예비후보자로 등록하는 것을 제한하여 공직취임의 기회를 제한하는 것은 아니므로, 해당 예비후보자의 공무담임권을 제한하지 않는다.[5]

- 채용 예정 분야의 해당 직급에 근무한 실적이 있는 군인을 전역한 날부터 3년 이내에 군무원으로 채용하는 경우 특별채용시험으로 채용할 수 있도록 하는 것은 현역 군인으로 근무했던 전문성과 경험을 즉시 군무원 업무에 활용하기 위한 것으로 청구인의 공무담임권을 침해하지 않는다.[6]

- 금고 이상의 형의 선고유예를 받고 그 기간 중에 있는 자를 임용결격사유로 삼고, 위 사유에 해당하는 자가 임용되더라도 이를 당연무효로 하는 것은 공직에 대한 국민의 신뢰를 보장하고 공무원의 원활한 직무수행을 도모하기 위한 것으로 청구인의 공무담임권을 침해하지 않는다.[7]

- 이 사건 기탁금조항은 총장후보자 지원자들의 무분별한 난립을 방지하고 그 책임성과 성실성을 확보함으로써 선거의 과열을 예방하기 위한 것이므로 목적의 정당성은 인정된다. 총장후보자 지원자들에게 1,000만 원의 기탁금을 납부하게 하는 것은 지원자가 무분별하게 총장후보자에 지원하는 것을 예방하는 데 기여할 수 있으므로 수단의 적합성도 인정된다. (중략) 이 사건 기탁금조항의 1,000만 원 액수는 교원 등 학내 인사뿐만 아니라 일반 국민들 입장에서도 적은 금액이 아니다. 여기에, 추천위원회의 최초 투표만을 기준으로 기탁금 반환 여부가 결정되는 점, 일정한 경우 기탁자 의사와 관계없이 기탁금을 발전기금으로 귀속시키는 점 등을 종합하면, 이 사건 기탁금조항의 1,000만 원이라는 액수는 자력이 부족한 교원 등 학내 인사와 일반 국민으로 하여금 총장후보자 에 지원하려는 의사를 단념토록 할 수 있을 정도로 과다한 액수라고 할 수 있다. 이러한 사정들을 종합하면 이 사건 기탁금조항은 침해의 최소성에 반한다. 현행 총장후보자 선정규정에 따른 간선제 방식에서는 이 사건 기탁금조항으로 달성하려는 공익은 제한적이다. 반면 이 사건 기탁금조항으로 인하여 기탁금을 납입할 자력이 없는 교원 등 학내 인사 및 일반 국민들은 총장후보자에 지원하는 것 자체를 단념하게 되므로, 이 사건 기탁금조항으로 제약되는 공무담임권의 정도는 결코 과소평가될 수 없다. 이 사건 기탁금조항으로 달성하려는 공익이 제한되는 공무담임권 정도보다 크다고 단정할 수 없으므로, 이 사건 기탁금조항은 법익의 균형성에도 반한다. 따라서, 이 사건 기탁금조항은 과잉금지원칙에 반하여 청구인의 공무담임권을 침해한다[8]

## 참고 문헌
- 홍완식, 헌법.상법 (제1과목 문제집), 예응(예응고시), 2001. ISBN 8988740459

## 같이 보기
- 기본권
- 직업의 자유